# Річард Ріос
Річард Ріос Монтоя (ісп. Richard Ríos Montoya; нар. 2 червня 2000, Вегачі) — колумбійський футболіст, півзахисник бразильського клубу «Палмейрас» та національної збірної Колумбії. Виступав також за клуби «Фламенгу» та «Гуарані» (Кампінас). Дворазовий чемпіон Бразилії, дворазовий переможець Ліги Пауліста, дворазовий переможець Ліги Каріока.

## Клубна кар'єра
Річард Ріос народився 2000 року в місті Вегачі. Розпочав займатися футболом у юнацькій команді клубу «Альянса Плантера», пізніше перейшов до юнацької команди клубу «Фламенгу». У дорослому футболі дебютував 2020 року виступами в команді «Фламенгу», в якій, щоправда, гравцем основи не став, хоча й став у її складі чемпіоном Бразилії та дворазовим переможцем Ліги Каріока. У 2021—2022 роках колумбійський півзахисник грав у оренді в мексиканському клубі «Масатлан».
У 2022 році Ріос перейшов до бразильського клубу «Гуарані» (Кампінас), в якому грав до 2023 року, проте зіграв у її складі лише 9 матчів. У 2023 році футболіст перейшов до іншого бразильського клубу «Палмейрас», де став гравцем основного складу, та став у складі команди із Сан-Паулу чемпіоном Бразилії та дворазовим переможцем Ліги Каріока. Станом на кінець жовтня 2024 року відіграв за команду 68 матчів.

## Виступи за збірну
У 2023 році Річард Ріос дебютував у складі національної збірної Колумбії. У складі збірної був учасником розіграшу Кубка Америки 2024 року у США, де разом з командою здобув «срібло». Станом на кінець жовтня 2024 року зіграв у складі збірної 17 матчів, у яких відзначився 2 забитими м'ячами.

## Титули і досягнення
- Чемпіон Бразилії (2):

«Фламенгу»: 2020
«Палмейрас»: 2023
- Переможець Ліги Каріока (2):

«Фламенгу»: 2020, 2021
- Переможець Ліги Пауліста (2):

«Палмейрас»: 2023, 2024
- Володар Суперкубка Португалії (1):

«Бенфіка»: 2025